# Onciale 0102
- Papyrus
- Onciale
- Minuscules
- Lectionnaire

Le Codex 0102, portant le numéro de référence 0102 (Gregory-Aland), ε 42 (Soden), est un manuscrit du Nouveau Testament sur parchemin écrit en écriture grecque onciale.

## Description
Le codex se compose de 5 folios. Il est écrit en deux colonnes, de 24 lignes par colonne. Les dimensions du manuscrit sont 30 x 23 cm. Les experts datent ce manuscrit du VIIe siècle,. 
C'est un manuscrit contenant le texte incomplet de l'Évangile selon Luc (3,23-4,29). 
Le texte du codex représenté type alexandrin. Kurt Aland le classe en Catégorie II. 
Le manuscrit a été examiné par Henri Omont.
Lieu de conservation
Le codex fut divisé en 2 parties: 
- Luc 3,23-4,2 – conservé au Monastère de Vatopedi (1219);
- Luc 4,3-29 – conservé à la Bibliothèque nationale de France (Suppl. Gr. 1155.I), à Paris[1].